# Потенциальная энергия
Потенциа́льная эне́ргия — скалярная физическая величина, представляющая собой часть полной механической энергии системы, обусловленную фактом её нахождения в поле консервативных сил. Другое определение: потенциальная энергия — это функция координат, являющаяся слагаемым в лагранжиане системы и описывающая взаимодействие элементов системы.
Единицей измерения потенциальной энергии в Международной системе единиц (СИ) является джоуль, в системе СГС — эрг. В формулах принято обозначать потенциальную энергию буквой {\displaystyle U,} хотя также могут использоваться обозначения {\displaystyle E_{p}}, {\displaystyle W} и другие.
Потенциальная энергия зависит от положений материальных точек, составляющих систему:
{\displaystyle U=U({\vec {r}}_{1},\,{\vec {r}}_{2},\ldots )},
и характеризует работу, совершаемую полем при их перемещении. Имеет место соотношение
{\displaystyle E=U+K},
где {\displaystyle E} — полная, а {\displaystyle K} — кинетическая энергия рассматриваемой системы.
Термин «потенциальная энергия» был введен в XIX веке шотландским инженером и физиком Уильямом Ренкином.
Взаимодействие тел можно описывать либо с помощью сил, либо (для случая консервативных сил) с помощью потенциальной энергии как функции координат. В квантовой механике используется исключительно второй способ: в её уравнениях движения фигурирует потенциальная энергия взаимодействующих частиц.

## О физическом смысле понятия потенциальной энергии

В потенциальном поле работа по перемещению пробного тела из точки в точку не зависит от траектории перемещения

Понятие «потенциальная энергия» вводится для частиц, испытывающих действие только потенциальных (консервативных) сил или потенциального поля. Работа {\displaystyle A_{1\to 2}} по перемещению частицы в таком случае определяется только начальным (1) и конечным (2) положениями частицы, но не формой траектории, по которой происходило перемещение.
При этом разность потенциальных энергий в двух точках равна упомянутой работе, взятой со знаком минус:
{\displaystyle U_{2}-U_{1}=-A_{1\to 2}}.
Потенциальная энергия определяется с точностью до постоянного слагаемого (приводимые в следующем разделе выражения для {\displaystyle U} могут быть дополнены произвольным фиксированным членом {\displaystyle +U_{0}}). Однако основной физический смысл имеет не само значение потенциальной энергии, а её изменение: например, сила, действующая со стороны потенциального поля на тело, записывается ({\displaystyle \nabla } — оператор набла) как
{\displaystyle {\vec {F}}({\vec {r}})=-\nabla U({\vec {r}})},
то есть равна взятому с обратным знаком градиенту потенциального поля.
В одномерном случае проекция силы на ось {\displaystyle x} будет равна
{\displaystyle F_{x}(x)=-{\frac {{\rm {d}}U(x)}{{\rm {d}}x}}},
так что произвол выбора {\displaystyle U_{0}} не сказывается. Обычно для удобства выбирают {\displaystyle U_{0}=0} на бесконечном удалении от системы.
В то время как кинетическая энергия характеризует тело относительно выбранной системы отсчёта, потенциальная энергия характеризует тело относительно источника силы (силового поля). Если кинетическая энергия тела определяется его скоростью относительно выбранной системы отсчёта, то потенциальная — расположением тел в поле. Кинетическая энергия системы всегда представляет собой сумму кинетических энергий точек. Потенциальная же энергия в общем случае существует лишь для системы в целом, и само понятие «потенциальная энергия отдельной точки системы» может быть лишено смысла.

## Виды потенциальной энергии

### В поле тяготения Земли
Потенциальная энергия тела {\displaystyle U} в поле тяготения Земли вблизи поверхности приближённо выражается формулой:
{\displaystyle \ U=mgh},
где {\displaystyle \ m} — масса тела,
{\displaystyle \ g} — ускорение свободного падения,
{\displaystyle \ h} — высота положения центра масс тела над произвольно выбранным нулевым уровнем.
Упрощённо, потенциальная энергия — это количество работы, которое нужно совершить для поднятия тела с массой {\displaystyle m} на высоту {\displaystyle h} от начального положения.

### В электростатическом поле
Потенциальная энергия материальной точки, несущей электрический заряд {\displaystyle \ q_{p}}, в электростатическом поле с потенциалом {\displaystyle \varphi ({\vec {r}})} составляет:
{\displaystyle \ U=q_{p}\varphi ({\vec {r}}).}
Например, если поле создаётся точечным зарядом {\displaystyle \ q\ } в вакууме, то будет {\displaystyle \ U=q_{p}q/4\pi \varepsilon _{0}r} (записано в системе СИ), где {\displaystyle r} — расстояние между зарядами {\displaystyle \ q\ } и {\displaystyle \ q_{p}}, а {\displaystyle \ \varepsilon _{0}} — электрическая постоянная.

### В механической системе
Потенциальная энергия упругой деформации характеризует взаимодействие между собой частей тела и в пределах применимости закона Гука приближённо выражается формулой:
{\displaystyle U={\frac {k(\Delta x)^{2}}{2}},}
где {\displaystyle k} — жёсткость деформированного тела,
{\displaystyle \Delta x} — смещение из недеформированного состояния пружины.